# Хорив
Хорив (дав.-рус. Хоривъ) — один із легендарних князів племені східний полян, поряд з своїми братами Києм, Щеком та сестрою Либідь персонаж літописної легенди про заснування Києва. Згідно з «Повістю минулих літ», жили на дніпровських горах і збудували на правому високому березі Дніпра місто, що назвали на честь старшого брата Київ, кожний із братів заснував поселення на одній із трьох дніпровських гір (пагорбів) при цьому Хорив — на Хоревиці.

## Етимологія
Якщо походження імені Щек надійно зв'язується з горою Щекавиця, то гора під назвою Хоревиця точно не локалізована і ні літописної, ні пізнішої традиції щодо неї не існує.
Припускають, що під такою назвою відома Лиса гора, де знаходився величезний язичницький могильник. Є також версія, що Хоревицею може бути київська гора Юрковиця, або навіть місто Вишгород.
«Щек, Хорив і Либідь — легендарні особи, що могли й не існувати, тому що про них нічого, крім імен, більше невідомо», — писав Костомаров у «Переказах про родоначальників».
Історик Забєлін, аналізуючи праці Тацита і Помпея Мели, в яких згадується країна Аксіака, що між Дніпром та Дністром, гадав, що народ аксіаків і є фундатором городища над київським Подолом. Знайшов дослідник пояснення й імені третього брата-фундатора, Хорива. Воно теж пов'язується з назвою місцевості. Це ім'я, стверджував Забєлін, нагадує ім'я батька булгарських племен Куврата (Хорвата), а водночас і країну Хорове, про яку свідчив ще Костянтин Багрянородний (Х століття)[джерело?].
Згідно з лінгвістом О. І. Соболевським, назва Хоривиця (Хоревиця, Хорива) походить з іранських мов. Тотожно давньоперс. Наrаivа — назва гірської місцевості. Етимологічно назву пов'язували з біблійною горою Синай.
Низка вчених вважає що в легенді про заснування Києва імена похідні від київських топонімів, щоб пояснити назви київських місцевостей.
Мовознавець Чапленко у своїй монографії, виданій 1970 року в Мюнхені, пише: 
| «Імена Щек і Хорив етимологічно на адигейському ґрунті можна розуміти як «пагорби», «горби», «гори». Ці горби і гори чимось різнилися... «Щек» виводився з назви гори «Щековиця», а ця остання назва могла означати «Лиса гора»... «Хоревиця» збереглася у слов’янській кальці «Чорна гора»... «Либідь» — це теперішнє адигейське слово «либод», що означає «більмо»...» |

## Письмові свідчення

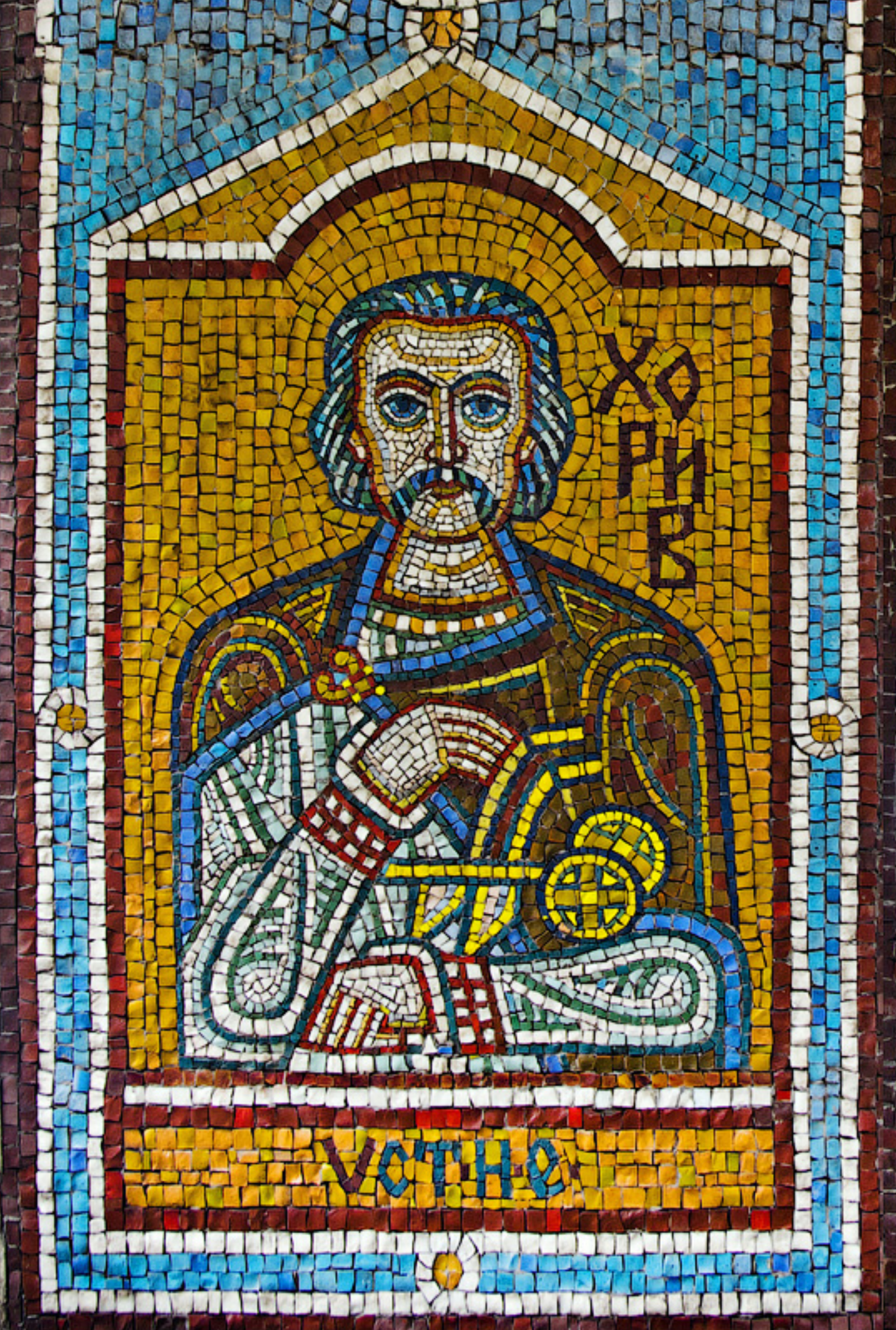
Мозаїка Хорив (станція Золоті Ворота 1989 р.)

У Повісті минулих літ написано згідно з традиційними уявленнями, київським літописцем, ченцем Києво-Печерського монастиря Нестором і завершеній у 1113 році. Особливе місце посідає легенда про заснування Києва трьома братами — Києм, Щеком і Хоривом. У просторовому варіанті легенди Нестор вводить у сюжет і четвертого персонажа — сестру братів Либідь, і розселяє трьох братів по Київських горах. Ось як про це оповідає літописець:
Коли ж поляни жили особно і володіли родами своїми, — бо й до сих братів існували поляни і жили кожен із родом своїм своїх місцях, володіючи кожен родом своїм, — то було [між них] три брати: одному ім'я Кий, а другому — Щек, а третьому — Хорив і сестра їх — Либідь. І сидів Кий на горі, де нині узвіз Борич а Щек сидів на горі, яка нині зветься Щековицею, а Хорив — на третій горі, од чого й прозвалася вона Хоривицею. Зробили вони городок [і] на честь брата їх найстаршого назвали його Києвом, І був довкола города ліс і бір великий, і ловили вони [тут] звірину. Були ж вони мужами мудрими й тямущими і називалися полянами. Од них ото є поляни в Києві 12 й до сьогодні.
Інші ж, не знаючи, говорили, ніби Кий був перевізником, бо тоді коло Києва перевіз був з тої сторони Дніпра. Тому [й] казали: «На перевіз на Київ». Коли б Кий був перевізником, то не ходив би він до Цесарограда. А сей | Кий княжив у роду своєму і ходив до цесаря. Не знаємо, [щоправда, до якого]13 , а тільки про те відаєм що велику честь, як ото розказують, прийняв він од [того] цесаря,-котрого я не знаю, [як не знаю] і при котрім він цесарі приходив [туди].
А коли він вертався назад, [то] прийшов до Дунаю і вподобав місце, і поставив городок невеликий, і хотів [тут] сісти з родом своїм. Та не дали йому ті, що жили поблизу. Так що й донині називають дунайці городище те — Києвець. Кий же повернувся у свій город Київ. Тут він і скончав живоття своє. І два брати його, Щек і Хори і сестра їх Либідь тут скончалися.
А по сих братах почав рід їхній держати княжіння в полян.

## Гора Хорива

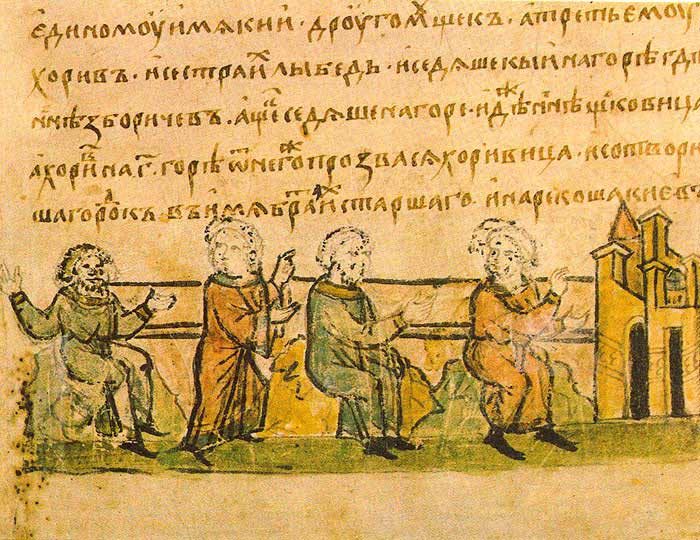
Кий, Щек, Хорив і Либідь (мініатюра Радзивіллівського літопису)

Топографічне розташування літописних гір в Києві не відповідає їх послідовному переліку в літописній розповіді і це викликає суперечливі погляди дослідників. Одні з них вважали, що Хорив жив на Замковій горі (народна пам'ять зберегла назву вулиці — Хорива, яку зараз також помилково називають Хоревая, що починається від підніжжя гори), інші ж заперечували це, оскільки Щекавиця лежить північніше Замкової гори, і навіть вважали, що місцем перебування Хорива був Вишгород. Відповідно до одного з тлумачень літописної розповіді про заснування Києва висловлювалась думка, що горою Хорива була так звана «Лиса гора» над Подолом. Деякі дослідники вважали, що саме Замкова гора була місцем початкового перебування Кия і лише згодом було споруджено «градок» на сусідній Старокиївській горі.

## Пам'ять
У Києві є вулиця і провулок Хорива

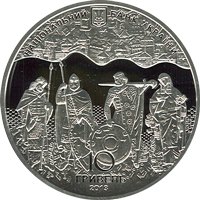
Кий, Щек, Хорив, Либідь на аверсі срібної монети НБУ "900 років «Повісті минулих літ», 2013
Пам'ятний знак на честь заснування міста Києва у Наводницькому парку, 1982
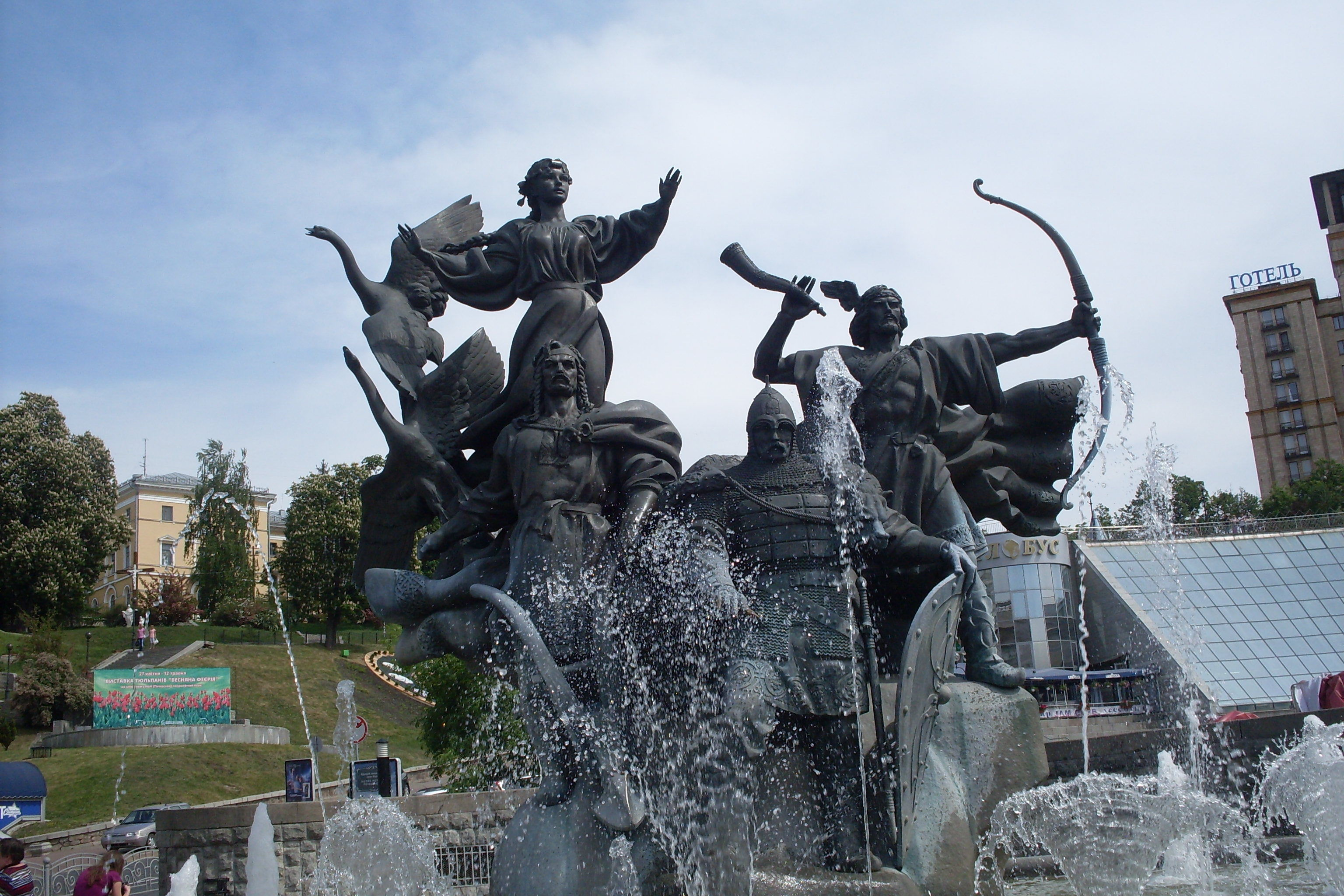
Пам'ятник засновникам Києва на Майдані Незалежності.